# Час Великої Гри. Фантоми 2079 року
«Час Великої Гри. Фантоми 2079 року» — роман у жанрі політичного трилера-антиутопії українського письменника Юрія Щербака; що вийшов у видавництві «Ярославів Вал» 2012 року. Продовження роману «Час смертохристів: Міражі 2077 року».
Після серії ядерних вибухів в усьому світі планета відновлюється, а в Україні встановився хиткий порядок. Чорну Орду подолано, проте тепер Росія планує захопити Україну. Генерал Гайдук постає перед вибором: підкоритися Росії чи передати Україну в міжнародне підпорядкування. Він дізнається про таємний світовий уряд і розшукує його представників, аби змінити плани правителів світу щодо його батьківщини.

## Сюжет
Після Великого Спалаху — вибухів у атмосфері, що вивели з ладу більшість електроніки та комунікацій на Землі, світ поступово відроджується. Попри епідемії та нестачу продовольства, в Україні встановився хиткий порядок, підтримуваний козацькими братствами. Взимку 2079 члени одного з таких братств знаходять ледве живого Ігора Гайдука. Той не пам'ятає що сталося за останні два роки та вирішує вдати ніби цілковито втратив пам'ять. Назвавшись Фавном, він приєднується до братства, де виконує функції священика, а саме сповідує козаків. Тим часом частішають випадки проникнення на територію України добре оснащених загонів Північного союзу.
У пошуках ресурсів братчики вирушають до палацу колишнього гетьмана України, де Фавн згадує, що бував там і виявляє власний сховок зі зброєю та іншими речами. Невдовзі братство відвідує начальник штабу розвідки Києво-Могилянського братства Середа. Впізнавши Гайдука, він забирає його до Києва, де той очолює Розвідувальний комітет.
Лідер Центральної координаційної ради Василь Воля скликає раду, на якій за участі Гайдука вирішується як відновити державу. Ігор зближується з Ольгою Гудимою і вони вирішують обвінчатися. В цей час у Росії Басманов готує коронацію Ніколая Третього — клонованого останнього царя Російської імперії. Гайдук вирушає на таємний об'єкт «Чорнобиль-30», де дізнається, що там розроблено пересувні електростанції. Вчений Малахов розкриває йому, що Великий Спалах не зруйнував світові комунікації та інфраструктуру цілком, це сталося на більшості планети внаслідок зумисного підсилення електромагнітного імпульсу. Певні регіони не були зачеплені катастрофою, в чому вбачається чийсь задум з перевлаштування світу. Воля посилає Гайдука до Суздаля на коронацію Ніколая Третього, щоб продемонструвати Росії дипломатичну міць України. Там стає ясно, що з цим маріонетковим царем Басманов об'єднається з Північним союзом та піде з ним війною на Україну задля захоплення її родючих земель. Альтернативою є перехід України в ЗОМБІ (Зону особливих міжнародних інтересів), що захистить її від Росії, але зробить всю територію міжнародною власністю, сировинним придатком нового світового ладу. На коронації стається теракт, що вбиває багатьох російських високопосадовців, проте Басманов і Ніколай виживають та отримують ще більшу владу. Гайдук, повернувшись до Києва, розповідає про загрозу нової навали. Він пропонує зробити Волю президентом. Той проголошує відновлення України-Русі в кордонах України 1991 року.
Гайдук отримує документ з якого довідується про Світовий уряд, який спланував Третю світову війну та Великий Спалах аби встановити новий світовий лад. Його метою є усунути всі національні держави, замінивши їх союзами, ввести єдину англійську мову та нову світову релігію — поклоніння Простору і Часу. Згідно плану Світового уряду, для виживання людства необхідно скоротити населення до 1-1,5 млрд та поділити на касти заможних і боржників. Гайдук розуміє, що з цією силою варто рахуватися і вирушає в Швейцарію, де обговорює з членами Клубу Локарно, який фактично і є Світовим урядом, визнання України-Русі. Він домовляється, що Україну не буде введено в ЗОМБІ та їй буде надано технології для відновлення цивілізації в обмін на зерно. Виконавчий секретар Клубу Міллібранд визнає такі умови.
Повернувшись до Києва, Ігор Гайдук стикається з проблемою руху Слизовиків. Це анархічне об'єднання всіх маргіналів суспільства, що здійснює теракти, покликані знищити державу. Ігор вирушає на переговори з їхнім ватажком Пухирем, який повідомляє — Воля є агент Державної варти, що служить Богошитській і Чаленку в його уряді. Люди Чаленка атакують штаб-квартиру, але не затримують Слизовиків, а спалюють їх живцем разом із будівлею. Розгорається скандал, у якому вину покладають на Гайдука. На його захист стає голова сенату України Індра Голамбієвська. Вона розуміє, що останні події будуть вигідні ворогам України та пропонує заручитися підтримкою Індії, зокрема її хакерами. Ігор під впливом від спалення Слизовиків приходить на сповідь.
Тим часом Іван Крейда, колишній генеральний прокуратор України та олігарх, готується повернутися до Києва. Він підтримує мексиканських наркобаронів у обмін на допомогу йому в Україні. Після повернення з перемовин з китайцями у Стамбулі літак Гайдука виходить з ладу. Пілот Крук садить його на майданчик, де Гайдука схоплюють війська наркобарона Тараса Галушки. Ольга просить Богошитську про допомогу в пошуках чоловіка, але та не поспішає. Гайдука приводять до Крейди, котрий замислив проголосити Союз держав Русі. Він пропонує Гайдуку обійняти високі посади, але той усвідомлює, що така держава стане тією ж, що була Україна до 2077. Несподівано американський агент Мартінес вривається до приміщення аби викрасти Крейду. В перестрілці з охоронцями Гайдука тяжко ранять.
Перебуваючи в комі, Гайдук зустрічає Ісуса Христа, хоча спершу не впізнає його в осучасненому образі. Христос повертає Ігоря до життя, а на питання чому Він це зробив, відповідає — бо Гайдук покаявся. В цей час Божена, що встигла перед вибухами відлетіти на марсіанську базу, дізнається про відродження Землі та новини. Ніколай Третій та конунг Скандорусії Фенрир Сьомий починають наступ на Україну під виглядом гуманітарної місії. Президент Воля проголошує вічний мир між Україною-Руссю, Росією та Скандорусією. Індра скликає мітинг, а Гайдук переконує президента, що від його рішення Україна тільки постраждає. Богошитську й Чаленка заарештовують, а Воля йде у відставку, скасувавши договір із Росією та Скандорусією. Влада зосереджується в руках Комітету порятунку, куди входить Гайдук і звертається до українського народу з попередженням про небезпеку. Комітет зобов'язує всіх громадян дати присягу на вірність Україні та спиняє всі вияви неповаги до української мови та держави. Гайдук звертається до учасників походу на Україну, пропонуючи налагодити торгівлю, але ті не приймають такої умови.
Війська Росії та Скандорусії ідуть в наступ, але тут же виводяться з ладу. Хакерські атаки та «логічні бомби», закладені в комп'ютери «Чорнобилем-30» дезорганізують ворогів. Електромагнітні гармати та нанороботи з «Чорнобиля-30» вимикають електроніку й перетворюють пальне на непридатну до використання рідину.
Наприкінці міститься уривок з книги Ігоря Гайдука про ці події, виданої в 2081 році. Втім, він замовчує стосунок використаної зброї до марсіанських технологій, відомості про які передала йому Божена. Слухаючи новини з Землі, Божена пише вірш, яким позначає відродження планети і України. Завершується роман монологом ще ненародженого сина Ігоря та Ольги про його почуття до батьків.

## Відгуки про книгу
Автор писав про роман:
|  | Час великої гри — це продовження. Ті ж герої, тільки через два роки після ядерного вибуху, після початку ядерної зими на цій планеті. Як відроджується народ, нація, держава — я намагався там описати |

Сайт «Україна молода» розкритикував поширену характеристику роману як антиутопії, «Щойно з'являється новий твір із фантастично-футуристичним сюжетом, як у рецензійному просторі лунають вигуки: „Антиутопія“! … не антиутопію маємо, а прогностичний реалізм. І то найвищої проби, бо Юрій Щербак — аналітик, як рідко хто», а проголошення нової Української держави навіть оцінювалося як утопічне. Також піднімалася тема передбачень Щербака: «„Час смертохристів“ вийшов друком за три роки до Іловайська, але тепер прочитується, ніби звіт про цю реальну російсько-українську війну. Фантастичним антуражем роману цілком можна знехтувати й користатися ним, яко посібником з ліквідації медіанеграмотності».
У статті Ірини Кореновської «Сюжетно-композиційні особливості романів Юрія Щербака…» зазначалося: «Може скластися враження, що Юрій Щербак не хотів акцентувати уваги на розв'язці, адже вона не така й важлива. Але на нашу думку письменник таким чином говорить про те, що розв'язки і не може бути, адже порушені ним у творі проблеми існуватимуть завжди».

## Повідомлення про Шевченківську премію
Напередодні вручення Шевченківської премії за 2015 рік, 10 лютого 2015 року газета «День» повідомила, що переможцем у номінації «Література» став Юрій Щербак зі своїм трикнижжям «Час смертохристів» (2011), «Час великої гри» (2012) і «Час тирана» (2014), проте вже згодом стало відомо, що переможцем став Юрій Буряк зі збіркою поезій «Не мертве море», а посилання на статтю про Юрія Щербака як переможця було вилучено, а у Шевченківському комітеті було підтверджено, що переможцем став Юрій Буряк. Церемонія нагородження відбулася 9 березня 2015 року і згідно з указом Президента України переможцем у номінації «Література» став Юрій Буряк.

## Цікаві факти[11]
- Для того, щоб написати роман, автор уявляв, що живе у 1912 році, напередодні великих змін
- Під час підготовки роману до друку частини рукопису читали Іван Дзюба, Дмитро Павличко, Мирон Петровський і Вадим Скуратівський.
- Пояснюючи, що таке Велика Гра, Юрій Щербак сказав, що за його підрахунками це вже «восьма велика гра навколо України, навколо наших прекрасних природних ресурсів, нашої землі»; у світі посилюється харчова криза, зростає попит на продовольчі товари: і тому хто володітиме продовльчими ресурсами, той і виграє. «І ми можемо стати процвітаючою країною»[3]
- Прототипом головного героя генерала української розвідки Ігоря Гайдука є генерал Скіпальський[12]

## Рецензії
- Ігор Сюндюков. Юрій Щербак. Час великої гри [Архівовано 15 травня 2014 у Wayback Machine.] // Україна Incognita. — Процитовано 21 січня 2013

## Видання
- 2012 рік — видавництво «Ярославів Вал».